# Verano de amor
Lato miłości (hiszp. Verano De Amor) - meksykańska telenowela Televisy. Jest to remake argentyńskiego Verano' 98. Producentem jest Pedro Damian, który wyprodukował także Zbuntowanych.

## Ogólnie o telenoweli
Akcja Verano de amor dzieje się w Tlacotalpan (Veracruz) w Meksyku. Opowiada o przyjaciołach, którzy pokonują przeszkody w życiu. Główna bohaterka - Miranda - pracuje w barze "Bikini's Bar". Zakochuje się w Mauro od pierwszego wejrzenia, mimo iż bywa denerwujący.

## Bohaterowie
| Aktorzy                | Bohaterowie                |
| ---------------------- | -------------------------- |
| Christina Masón        | Zoe Palma                  |
| Dulce María            | Miranda Perea              |
| Brandon Peniche        | Dylan Morett Carrasco      |
| Pablo Lyle             | Baldomero Perea Olmos      |
| Mark Tacher            | Dante Escudero             |
| Victória Díaz Arango   | Flora Palma                |
| Lola Merino            | Sofía Duarte               |
| Ana Layevska           | Valéria Michel             |
| Enrique Rocha          | Vito Rocca Provenzano      |
| Juan Ferrara           | Othon Villalba de Limonquí |
| Luz Maria Jeréz        | Aura De Rocca              |
| María Fernanda García  | Reyna Olmos                |
| Felipe Nájera          | Federico Carrasco          |
| Sharis Cid             | Frida Morett de Carrasco   |
| Manuel Landeta         | Marcos Casar               |
| Rebeca Manriquez       | Zulema Esdregal            |
| Ariane Pellicer        | Adelina Olmos              |
| Manuel Ojeda           | Clemente Matus             |
| Ari Borovoy            | Elías Lobo                 |
| Analía del Mar         | Feliciana Clavería         |
| Lourdes Canale         | Etelvina Garcia González   |
| Juan Carlos Muñóz      | Santino Rocca              |
| Rebeca Mankita         | Lina Corvalán              |
| Jorge Ortín            | Adriano Bonfiglio          |
| Maria Elisa Camargo    | Isabela Rocca              |
| Gonzalo García Vivanco | Mauro Duarte Villalba      |
| Viviana Macouzet       | Jennifer Montili           |
| Alan Estrada           | Fabián Escudero            |
| Natasha Dupeyrón       | Berenice Perea Olmos       |
| Imanol Landeta         | Daniel Gurzan              |
| Carlos Speitzer        | Narciso Sotelo Peréz       |
| Karla Souza            | Dana Duarte Villalba       |
| Yago Muñoz             | Enzo Rocca                 |
| Esmeralda Pimentel     | Adalberta Claveria         |
| Andréa Muñoz           | Milena Carrasco            |
| Mane de la Parra       | Bruno Carrasco             |
| Alicia Moreno          | Sol Montili                |
| Héctor de la Peña      | Rocco Levín                |
| Martín González        | Jordí Heidi                |
| Nora Salinas           | Paulina Duarte             |
| Eduardo Yanez          | Pedro Carrasco             |
| Eugenia Cauduro        | Graciela de Carrasco       |
| Sergio Goyri           | Lic. Andres Medrano        |
| Michelle               | Brisa Palma                |
| Juan José Origel       | Bruno Gallaza              |
| Andrea Torre           | Sandra Palacios            |
| Yessica Salazar        | Giovanna Reyes             |
| Araceli Mali           | Fátima Villalobos          |
| Samantha López         | Eugénia Villalobos         |
| Carmen Rodriguez       | Eva Rocca                  |
| Fernando Robles        | Donato Vallejo             |
| Lourdes Munguía        | Violeta Palma              |
| Alejandro Peraza       | Custódio Santoscoy         |
| Rossana San Juan       | Celina Carrasco            |
| Archi Lanfranco        | William                    |
| Veronica Jaspeado      | Greta Perea Olmos          |
| Silvia Mariscal        | Isadora de Reyes           |
| Arsenio Campos         | Enrique Reyes              |
| José Carlos Femat      | Bobby                      |
| Santiago Toledo        | Iván                       |
| Ana Isabel Meraza      | Felicitas                  |
| Michelle Renault       | Débora                     |
| Alexandra Grana        | Amanda Torres              |
| Ilse Ikeda             | Palmira                    |
| Mónica Blanchet        | Virgínia                   |
| Rubén Cerda            | Rubén                      |
| Alessandra Rosaldo     | Karina                     |
| Maria Sorte            | Elena de Torres            |
| Alfonso Iturralde      | Jorge Torres               |
| Macaria                | Magnolia de Escudero       |
| Ricardo Vera           | Luis Escudero              |
| Socorro Bonilla        | Leonarda Morett            |
| Ramon Menendez         | Don Julio Morett           |
| Franco Gala            | Armando                    |
| Priscila Herrera       | Delia                      |
| Joseph Sasson          | Ernesto                    |
| Andrea Lagunes         | Irene                      |
| Alex Perea             | Claudio                    |
| Mariana Botas          | Renata Rocca               |
| Manuel Saval           | Guillermo Villalobos #1    |
| Servando Manzetti      | Guillermo Villalobos #2    |
| Carmen Amezcua         | Diana de Villalobos        |

### Gościnne występy
| Aktorzy               | Bohaterowie      |
| --------------------- | ---------------- |
| Wisin y Yandel        | Wisin y Yandel   |
| Christopher Uckermann | Ucker            |
| Bruno Danzza          | Santos Diablitos |
| Patricia Cantú        | Paty             |
| Axel Pardo            | Axel             |
| Juan Manuel Puerto    | Oso              |
| José Blanchet         | José             |
| Pope Lopto            | Pope             |
| Axel Valero           | Axel             |
| Mark Batak            | Mark             |
| Viviana Ramos         | Jennifer         |